# Verwaltungsgemeinschaft Lechfeld
Die Verwaltungsgemeinschaft Lechfeld im schwäbischen Landkreis Augsburg entstand am 1. Mai 1978 durch Rechtsverordnung der Regierung von Schwaben, als sich die Gemeinden Graben, Klosterlechfeld und Untermeitingen zu einer Verwaltungsgemeinschaft zusammenschlossen. Graben schied zum 1. Januar 1994 aus der Verwaltungsgemeinschaft aus, so dass sie nun nur noch aus den Gemeinden
1. Klosterlechfeld, 2983 Einwohner, 2,36 km²
2. Untermeitingen, 7568 Einwohner, 16,02 km²

besteht.
Sitz der Verwaltungsgemeinschaft ist Untermeitingen.
Aus der Verwaltungsgemeinschaft war zum 1. Januar 1994 die Gemeinde Graben entlassen worden.